# Круглик (Дністровський район)
Кру́глик — село в Хотинській міській громаді Дністровського району Чернівецької області України.

## Географія
Селом протікає струмок Карді, лівий доплив Щербинці.

## Походження назви
Згідно з однією легендою колись люди збудували тут церкву, а потім кожен почав будувати кругом церкви свій будинок. Від цього начебто й пішла назва Круглик.
Проте існує дещо інший і повніший варіант цієї легенди. За часів нападів турецьких військ на землі України, неподалік від теперішнього розташування села Круглик існувало інше село — Башкани. Одного разу під час чергового нападу турецький військ всіх жителів, які знаходилися в Башканах, вбили. Проте частина людей пішла в церкву, яка знаходилася далі від села. Саме навколо цієї церкви і почали будувати нове село, яке і отримало назву Круглик.

## Історія
За даними на 1859 рік у власницькому селі Хотинського повіту Бессарабської губернії, мешкало 590 осіб (278 чоловічої статі та 312 — жіночої), налічувалось 91 дворове господарство, існувала православна церква.
Станом на 1886 рік у царачькому селі Данкоуцької волості мешкала 1081 особа, налічувалось 135 дворових господарств, існувала православна церква.

## Пам'ятки
- Гідрологічна пам'ятка природи «Круглицька мінеральна»

## Відомі уродженці
- Вигнан Віктор Васильович. Народився 23 січня 1964 р., с. Круглик,  Хотинський район. Закінчив Чернівецьке медичне училище,  поступив у Чернівецький медінститут і у 1991 р. був переведений на навчання у військово-медичну академію м. Саратова.  17.12.1992 р. прийняв військову присягу на вірність народу України у 101-й окремій бригаді охорони і обслуговування Головного штабу ЗС України у м. Києві, де проходив службу. У складі 240-го окремого спецбатальйону Миротворчих Сил ООН проходив службу у Боснії і Герцеговині, м. Сараєво. Нагороджений медаллю за участь у бойових діях. Проходив службу у Києві на посаді голови військово-лікарської комісії Київської області. Як полковник медичної служби був на посаді помічника Голови Координаційної ради при Президентові України. Юхим Гусар.
- Присяжнюк Артемій Васильович — український художник.
- Катріна Рябой (Катерина Леонідівна Доліба-Рябой). (нар. 24 жовтня 1983 року, село Круглик, Хотинського району, Чернівецької області, Українська СРС, СРСР), українська поетеса, викладач, педагогічний працівник, психолог. Народилась 24 жовтня 1983 року у мальовничому буковинському селі Круглик Хотинського району Чернівецької області у сім’ї працівників сільського господарства Леоніда Антоновича та Валентини Анатоліївни Рябой. Навчалась та у 2001 році закінчила Круглицьку загальноосвітню школу І-ІІІ ступенів.  З 2001 до 2006 роки навчалась на факультеті філології  Кам’янець-Подільського державного університету ім. Івана Огієнка, що в  місті Кам’янець-Подільський Хмельницької області та здобула кваліфікацію «Спеціаліста», вчитель української мови і літератури, німецької мови і зарубіжної літератури.  З 2005 по 2010 роки працювала вчителем німецької мови та літератури, зарубіжної мови та літератури у рідній Круглицькій ЗОШ І-ІІІ ступенів с. Круглик.  У 2014 році закінчила факультет корекційної та соціальної педагогіки і психології Кам’янець-Подільського національного університету ім. Івана Огієнка та здобула кваліфікацію «Психолога».  На теперішній час викладач у ВСП «Хотинський фаховий коледж ЗВУ Подільський державний університет», де працює на посаді викладача зарубіжної мови та літератури та практичного психолога.  У 2017 році закінчила із відзнакою Подільський державний аграрно-технічний університет що в місті   Кам’янець-Подільський Хмельницької області за освітньою програмою «Агроінженерія» та здобула кваліфікацію «Магістр».  У 2018 році закінчила із відзнакою Подільський державний  аграрно-технічний університет що в місті Кам’янець-Подільський Хмельницької області за освітньою програмою «Професійна освіта» та здобула кваліфікацію «Магістр».  Авторка поетичних збірок «Оголені струми» (2003) «Стезями зрілості» (2016) «З любов’ю до життя» (2020)

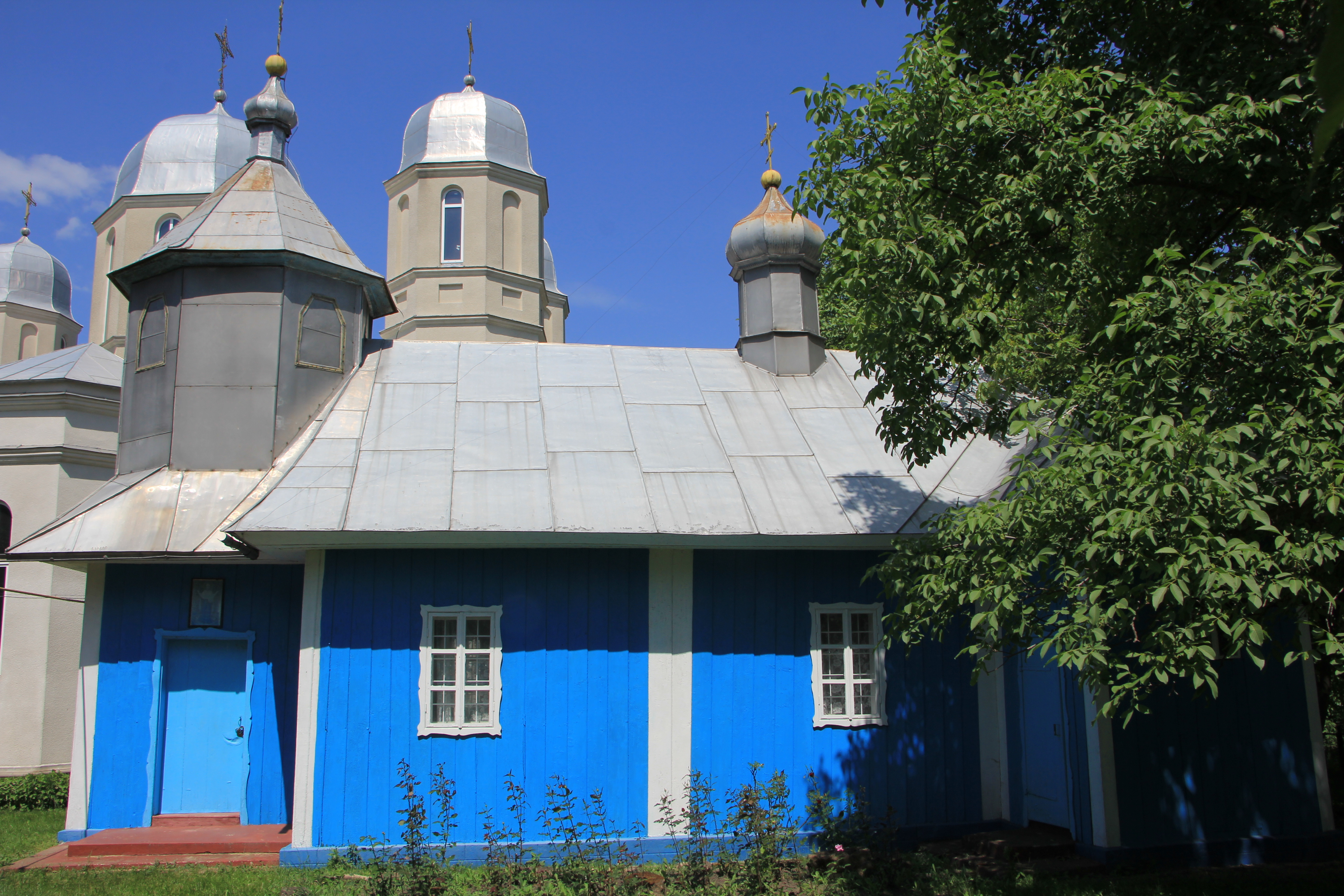
Церква Покрови Пр. Богородиці 1810 с. Круглик
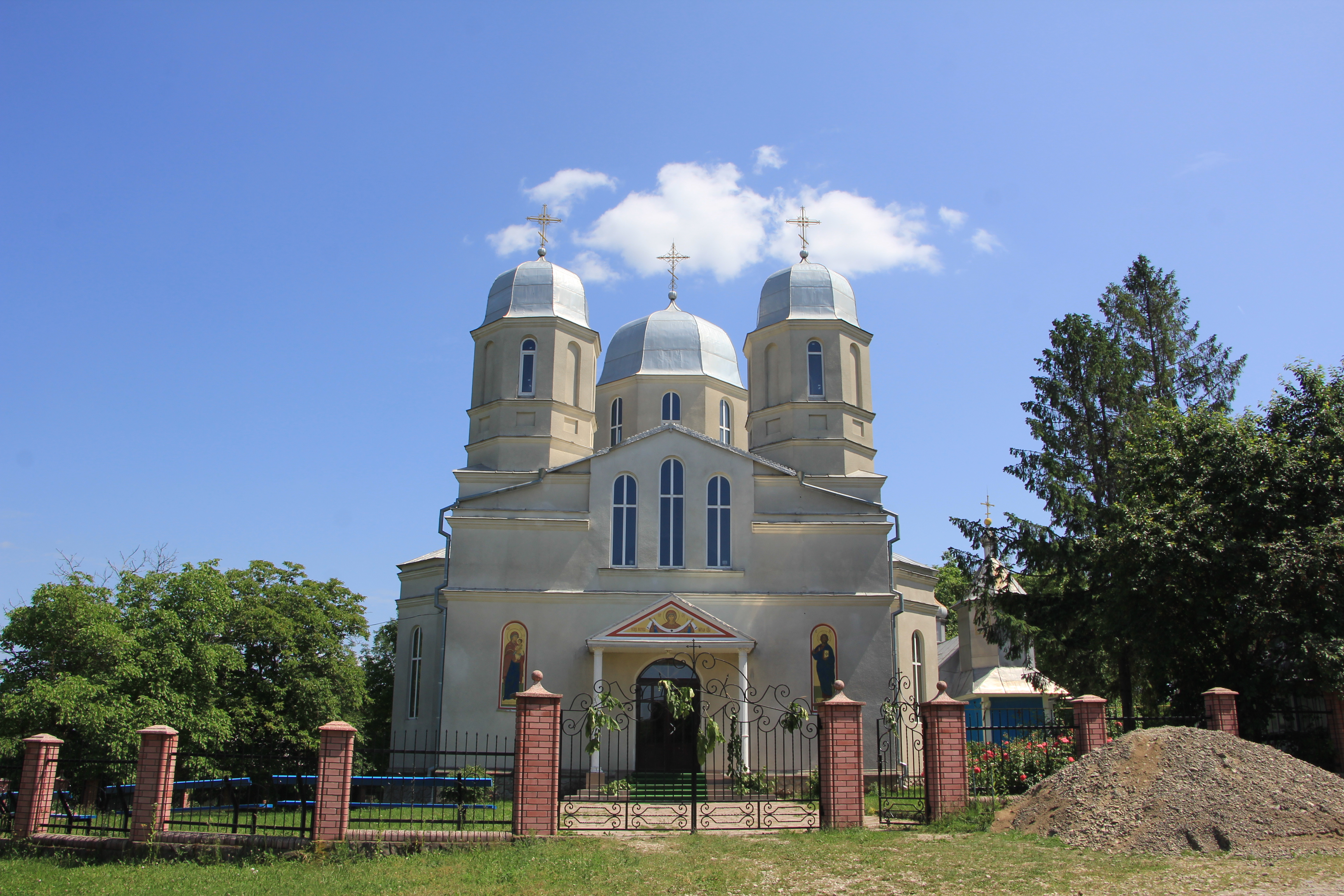
Новий храм біля церкви Покрови Пр. Богородиці 1810 с. Круглик